# Бетонні греблі

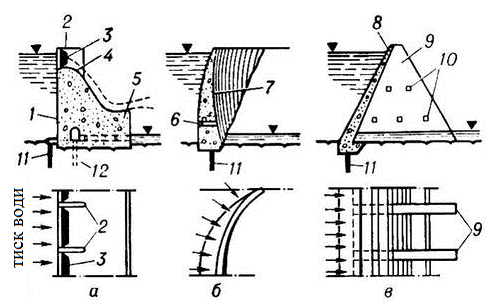
Рис. 1. Схеми бетонних гребель: а — гравітаційні; б — арочні;
в — контрфорсні; 1 — верхова грань; 2 — бик; 3 — затвор; 4 — гребінь водозливу; 5 — нисок; 6 — водоспуск; 7 — низова грань; 8 — плоске напірне перекриття; 9 — контрфорс; 10 — балки жорсткості;
11 — протифільтраційна завіса; 12 — дренаж

Бетонні греблі — це споруди із бетону або залізобетону, що перегороджують русло річки і створюють у ній підпір води.
Бетонні греблі поділяться на гравітаційні (масивні), контрфорсні та арочні.
- Гравітаційні греблі в поперечному розрізі мають форму трикутника з шириною основи, що дорівнює близько 2/3 висоти, або трапеції; нижня грань її може бути прямолінійною або криволінійною (рис. 1 а), а сама гребля зазвичай є прямолінійною.
- Арочні греблі характеризуються завжди криволінійним окресленням у плані (звідки и назва — греблі) з опуклістю, повернутою до верхнього б'єфу, а в поперечному (вертикальному) розрізі їх стінки мають трохи криволінійну форму (рис. 1 б).
- Контрфорсні греблі мають тонші стінки, ніж гравітаційні греблі, але вони завжди посилюються контрфорсами — боковими стінками, розташованими з боку нижнього б'єфу, що підпирають основну стінку (рис. 1 в).

Бетонні греблі бувають глухими — якщо вони не пропускають води у нижній б'єф, і водопропускними, водоскидними — якщо вони мають отвори для скидання води. У першому випадку вода верхнього б'єфу, яка притікає до греблі, видаляється через інші споруди, що зводяться поруч із глухою греблею (наприклад, через будівлю гідроелектростанції, берегові водоскиди тощо) або відводиться з верхнього б'єфу за допомогою водопровідних споруд (каналів, трубопроводів, тунелів) до споживачів, наприклад у системи водопостачання або зрошення.
У водопровідних греблях вода пропускається у нижній б'єф через отвори, які поділяються на: поверхневі, водозливні, занурені під рівень води верхнього б'єфу — глибинні, або донні. За допомогою водозливних отворів рівень верхнього б'єфу може бути знижений до гребеня водозливу, а глибинних отворів — до рівня їх порога.
Отвори відокремлені один від одного «биками» і забезпечуються рухливими конструкціями (зазвичай металевими) — затворами, що спираються на «бики» або стіну (устої) греблі. Затвори можуть закривати отвори як повністю, так і частково або тримати їх відкритими. Наявність затворів дозволяє регулювати витрати води (Q), що випускається з верхнього б'єфа водосховища. За наявності глибинних затворів можна випускати воду з водосховища («спрацьовувати» його) за будь-якого нормального підпірного рівня (НПР) до заданої відмітки рівня скиду (РС), маневруючи затворами. Тобто наявність затворів дозволяє у широких межах «розпоряджатися» водою річки відповідно до потреб споживачів.